# 17ns Premis Tony
La 17a edició anual dels Premis Tony va tenir lloc el 28 d'abril de 1963 al Imperial Ballroom de l'Hotel Americana de Nova York. La cerimònia va ser emesa per la televisió local WWOR-TV (Channel 9) a la ciutat de Nova York. Els mestres de cerimònies van ser Abe Burrows i Robert Morse.

## La cerimònia
Presentadors: Elizabeth Ashley, Jean-Pierre Aumont, Orson Bean, Vivian Blaine, Diahann Carroll, Dane Clark, Betty Field, Martin Gabel, Anita Gillette, June Havoc, Helen Hayes, Van Heflin, Pat Hingle, Celeste Holm, Nancy Kelly, Sam Levene, Walter Matthau, Helen Menken, Phyllis Newman, Maureen O'Sullivan, Charles Nelson Reilly, William Prince, Rosalind Russell i David Wayne.
La música va ser de Meyer Davis i la seva Orquestra.

## Guanyadors i nominats
Els guanyadors estan indicats en negreta.
Fonts: InfoPlease, BroadwayWorld
| Millor obra | Millor musical |
| --- | --- |
| - Who's Afraid of Virginia Woolf? – Edward Albee - A Thousand Clowns – Herb Gardner - Mother Courage and Her Children – Bertolt Brecht - Tchin-Tchin – Sidney Michaels                                                                                     | - Golfus de Roma - Little Me - Oliver! - Stop the World – I Want to Get Off |
| Millor productor (dramàtic) | Millor productor (musical) |
| - Richard Barr and Clinton Wilder – Who's Afraid of Virginia Woolf? - The Actors Studio Theatre – Strange Interlude - Cheryl Crawford and Jerome Robbins – Mother Courage and Her Children - Paul Vroom, Buff Cobb and Burry Fredrik – Too True to Be Good | - Harold Prince – Golfus de Roma - Cy Feuer i Ernest Martin – Little Me - David Merrick and Donald Albery – Oliver! |
| Millor autor | Millor banda sonora |
| - Burt Shevelove i Larry Gelbart – Golfus de Roma - Lionel Bart – Oliver! - Leslie Bricusse i Anthony Newley – Stop the World – I Want to Get Off - Neil Simon – Little Me                                                                                 | - Oliver! – Lionel Bart (música i lletres) - Stop the World – I Want to Get Off – Anthony Newley (música) i Leslie Bricusse (lletres) - Little Me – Cy Coleman (música) i Carolyn Leigh (lletres) - Bravo Giovanni – Milton Schafer (música) i Ronny Graham (lletres) |
| Millor actor protagonista en una obra | Millor actriu protagonista en una obra |
| - Arthur Hill – Who's Afraid of Virginia Woolf? com George - Charles Boyer – Lord Pengo com Lord Pengo - Paul Ford – Never Too Late com Harry Lambert - Bert Lahr – The Beauty Part com Various Characters                                                 | - Uta Hagen – Who's Afraid of Virginia Woolf? com Martha - Hermione Baddeley – The Milk Train Doesn't Stop Here Anymore com Flora Goforth - Margaret Leighton – Tchin-Tchin com Pamela Pew-Pickett - Claudia McNeil – Tiger, Tiger Burning Bright com Mama            |
| Millor actor protagonista de musical | Millor actriu protagonista de musical |
| - Zero Mostel – Golfus de Roma com Pseudolus - Sid Caesar – Little Me com Various Characters - Anthony Newley – Stop the World – I Want to Get Off com Littlechap - Clive Revill – Oliver! com Fagin                                                       | - Vivien Leigh – Tovarich com Tatiana - Georgia Brown – Oliver! com Nancy - Nanette Fabray – Mr. President com Nell Henderson - Sally Ann Howes – Brigadoon com Fiona MacLaren                                                                                        |
| Millor actor de repartiment en una obra | Millor actriu de repartiment en una obra |
| - Alan Arkin – Enter Laughing com David Kolowitz - Barry Gordon – A Thousand Clowns com Nick Burns - Paul Rogers – Photo Finish com Reginald Kinsale, Esq. - Frank Silvera – The Lady of the Camellias com M. Duval                                        | - Sandy Dennis – A Thousand Clowns com Sandra Markowitz - Melinda Dillon – Who's Afraid of Virginia Woolf? com Honey - Alice Ghostley – The Beauty Part com Various Characters - Zohra Lampert – Mother Courage and Her Children com Kattrin                          |
| Millor actor de repartiment de musical | Millor actriu de repartiment de musical |
| - David Burns – Golfus de Roma com Senex - Jack Gilford – Golfus de Roma com Hysterium - David Jones – Oliver! com The Artful Dodger - Swen Swenson – Little Me com George Musgrove                                                                        | - Anna Quayle – Stop the World – I Want to Get Off com Diversos personatges - Ruth Kobart – Golfus de Roma com Domina - Virginia Martin – Little Me com Young Belle Poitrine - Louise Troy – Tovarich com Natalia Mayovskaya                                          |
| Millor direcció d'obra | Millor direcció de musical |
| - Alan Schneider – Who's Afraid of Virginia Woolf? - George Abbott – Never Too Late - John Gielgud – The School for Scandal - Peter Glenville – Tchin-Tchin                                                                                                | - George Abbott – Golfus de Roma - Peter Coe – Oliver! - John Fearnley – Brigadoon - Cy Feuer and Bob Fosse – Little Me |
| Millor coreografia | Millor director musical |
| - Bob Fosse – Little Me - Carol Haney – Bravo Giovanni | - Donald Pippin – Oliver! - Jay Blackton – Mr. President - Anton Coppola – Bravo Giovanni - Julius Rudel – Brigadoon |
| Millor tècnic d'escenari | Millor escenografia |
| - Solly Pernick – Mr. President - Milton Smith – Beyond the Fringe | - Sean Kenny – Oliver! - Will Steven Armstrong – Tchin-Tchin - Anthony Powell – The School for Scandal - Franco Zeffirelli – The Lady of the Camellias |
| Millor vestuari | |
| - Anthony Powell – The School for Scandal - Marcel Escoffier – The Lady of the Camellias - Robert Fletcher – Little Me - Motley – Mother Courage and Her Children                                                                                          | |

## Premi especial
- Bette Davis, honorada com una actriu que ha creat la interpretació durant gairebé 30 anys, honorada pel seu treball al National Repertory Theatre.

### Multiples nominacions i premis
Aquestes produccions van rebre diverses nominacions:
- 10 nominacions: Little Me i Oliver!
- 8 nominacions: Golfus de Roma
- 6 nominacions: Who's Afraid of Virginia Woolf?
- 5 nominacions: Stop the World – I Want to Get Off
- 4 nominacions: Mother Courage and Her Children and Tchin-Tchin
- 3 nominacions: Bravo Giovanni, The Lady of the Camellias, The School for Scandal i A Thousand Clowns
- 2 nominacions: The Beauty Part, Beyond the Fringe, Brigadoon, Mr. President, Never Too Late i Tovarich

Aquestes produccions van rebre diversos premis.
- 6 premis: Golfus de Roma
- 5 premis: Who's Afraid of Virginia Woolf?
- 3 premis: Oliver!